# Plexo venoso vaginal
O plexo venoso vaginal é um plexo venoso da pelve.